# Mistrzostwa Świata U-19 w Rugby Union Mężczyzn 1989
Mistrzostwa Świata U-19 w Rugby Union Mężczyzn 1989 – dwudzieste pierwsze mistrzostwa świata U-19 w rugby union mężczyzn zorganizowane przez FIRA, które odbyły się w Portugalii w dniach od 20 do 26 marca 1989 roku.

## Klasyfikacja końcowa

### Grupa A
| Miejsce | Reprezentacja   |
| ------- | --------------- |
| 1       | Argentyna U-19  |
| 2       | ZSRR U-19       |
| 3       | Francja U-19    |
| 4       | Włochy U-19     |
| 5       | Portugalia U-19 |
| 6       | Hiszpania U-19  |
| 7       | Rumunia U-19    |
| 8       | Belgia U-19     |

### Grupa B
| Miejsce | Reprezentacja   |
| ------- | --------------- |
| 1       | Polska U-19     |
| 2       | Tunezja U-19    |
| 3       | Chiny U-19      |
| 4       | RFN U-19        |
| 5       | Szwajcaria U-19 |